# Infocap
El Instituto de Formación y Capacitación Popular (INFOCAP), cuyo lema es ser «La universidad del trabajador», es una institución creada por la Compañía de Jesús e inspirada en el pensamiento del padre Alberto Hurtado. INFOCAP es un espacio transformador de formación, capacitación y acompañamiento sociolaboral para las o los trabajadores y sus familias que viven en contextos de exclusión social, educativa y laboral. 

## Historia
“Los trabajadores tienen derecho a un sitio de honor en la sociedad”, esta es una frase pronunciada por el sacerdote jesuita Alberto Hurtado que define la filosofía de INFOCAP, institución que nació en los primeros años de la década de los ochenta, cuando en Chile había altos índices de desempleo y pocas oportunidades de capacitación. Esta realidad que enfrentaba el país llevó a la Compañía de Jesús a crear una institución de formación y capacitación técnica orientada a las y los trabajadores. 
La misión de INFOCAP es generar espacios de capacitación laboral, formación transversal y encuentro. Visión multidimensional que busca  mejorar la calidad de vida de los trabajadores y sus familias, ampliando sus horizontes, con el fin de que puedan acceder a un trabajo digno, desarrollando su empleabilidad y apoyándolos en su independencia económica.
En 1990, la institución se instaló en su sede actual, ubicada en Av. Departamental 440, San Joaquín, junto a las instalaciones de Un techo para Chile. Ya para el año 2008 nació la sede INFOCAP Biobío.
En sus más de treinta y cinco años de trayectoria, INFOCAP ha especializado a más 42 mil trabajadores, a través de sus cursos de formación y capacitación, todos dirigidos por un completo equipo profesional, especializado en educación e intervención social. 
Actualmente, su Director Ejecutivo es Danilo Núñez. Antes que él, ocuparon el puesto de rector jesuitas como Luis Roblero, Arturo Vigneaux y Felipe Berrios.

## Cursos
- Instalaciones Eléctricas y Gestión Energética
- Construcción y Mueblería
- Cuidados en Salud
- Corte y Confección
- Peluquería
- Redes de Agua y Gas
- Soldadura
- Alfabetización Digital y Programación
- Gastronomía
- Apresto Laboral y Emprendimiento

## Otras instalaciones
Para poder conocer la realidad laboral, INFOCAP cuenta con un Centro de Estudios encargado de investigar y reflexionar sobre la realidad de los trabajadores; Además, tiene un Centro de Negocios, para facilitar las acciones de emprendimiento de los alumnos y egresados; Y la Escuela Sindical de INFOCAP, que busca educar a dirigentes sindicales, entendiendo a los trabajadores como sujetos de la relación laboral; Además, los estudiantes universitarios y profesionales pueden poner sus conocimientos al servicio del proceso formativo de los trabajadores, trabajando como docentes voluntarios.